# Салер (сир)
Сале́р або високогі́рний сале́р (фр. Salers, Salers de haute Montagne) — неварений пресований французький сир із коров'ячого молока.

## Історія
Салер отримав свою назву від однойменної села, розташованого у високогірній місцевості в Центральній Оверні і салерської породи корів, молоко яких використовують для виготовлення сиру. В 1961 Салер отримав сертифікат AOC.

## Виготовлення

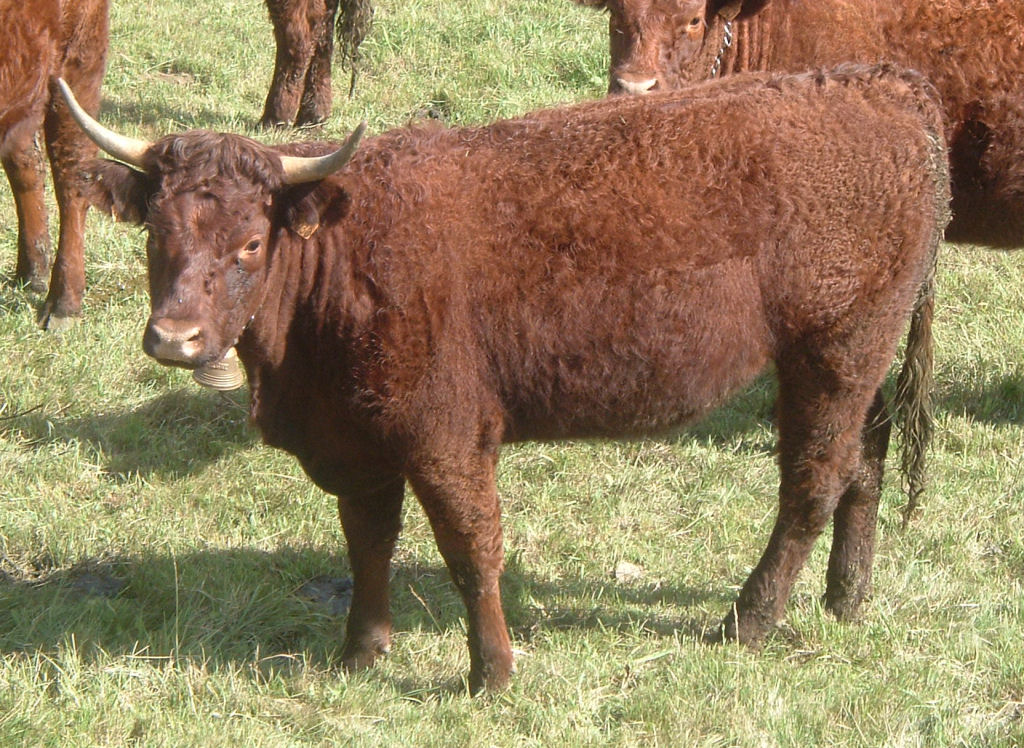
Салерська порода корів

Салер виробляють у той період, коли корови пасуться на пасовищах — з 1 травня по 31 жовтня. Сирну масу двічі пресують, а потім поміщають для дозрівання в прохолодний льох, у якому температура не перевищує 14 °С. Мінімальний термін дозрівання — 3 місяці. Для того, щоб смак сиру став більш різким, його можуть витримувати до 18 місяців. Під час дозрівання на сирі утворюється скориночка, на яку селять сирного кліщика виду Acarus siro. Завдяки цьому скоринка виходить тріснутою і поритою.

## Опис
Сир вкритий товстою сірувато-коричневою скоринкою, під якою знаходиться ніжно-золотиста м'якоть жирністю 45 %. Сир має гіркуватий присмак, насичений трав'яним ароматом.
Салер виробляють у вигляді великих циліндрів діаметром 38—48 см, висотою 30—40 і вагою від 35 до 50 кг.
Сир вживають з яблуками, горіхами або виноградом. До Салера подають легкі вина, які не забивають аромат сиру: біле Saint Péray, рожеве Saint Joseph, Saint Pourçain і червоне  Marcillac .